# Lernanthropidae
Lernanthropidae é uma família de copépodes pertencentes à ordem Siphonostomatoida.
Géneros:
- Aethon Krøyer, 1837
- Chauvanium
- Lernanthropinus Ho & Do, 1985
- Lernanthropodes Bere, 1936
- Lernanthropsis Ho & Do, 1985
- Lernanthropus de Blainville, 1822
- Mitrapus Song e Chen, 1976
- Norion Nordmann, 1864
- Sagum Wilson, 1913